# Classificação por equipas na Volta a Itália
A classificação por equipas na Volta a Itália, também conhecida como Troféu Fasto Team ou classifica a squadre é uma das classificações secundárias da Volta a Itália. Foi instaurada na primeira edição do Giro e não se deixou de premiar em nenhuma edição. Não se deve confundir com a classificação por equipas por pontos.
Nos últimos anos esta classificação determina-se a partir da soma dos três primeiros classificados da cada equipa a cada etapa sem ter em conta as bonificações. A equipa com um menor tempo ao finalizar a volta é o vencedor desta classificação. Em caso de empate contar-se-iam as posições obtidas por estes três primeiros ciclistas para decidir o vencedor.

## Palmarès
| Ano  | Equipa                      |
| ---- | --------------------------- |
| 1909 | Atala-Dunlop                |
| 1910 | Atala-Continental           |
| 1911 | Bianchi                     |
| 1912 | Atala-Dunlop                |
| 1913 | Maino                       |
| 1914 | Stucchi-Dunlop              |
| 1919 | Stucchi-Dunlop              |
| 1920 | Bianchi-Pirelli             |
| 1921 | Bianchi-Dunlop              |
| 1922 | Legnano                     |
| 1923 | Legnano                     |
| 1924 | Desconhecido                |
| 1925 | Legnano                     |
| 1926 | Legnano                     |
| 1927 | Legnano                     |
| 1928 | Legnano                     |
| 1929 | Legnano                     |
| 1930 | Bianchi-Pirelli             |
| 1931 | Legnano                     |
| 1932 | Legnano                     |
| 1933 | Legnano                     |
| 1934 | Gloria                      |
| 1935 | Fréjus                      |
| 1936 | Legnano                     |
| 1937 | Fréjus                      |
| 1938 | Gloria-Ambrosiana           |
| 1939 | Fréjus                      |
| 1940 | Gloria                      |
| 1946 | Legnano                     |
| 1947 | Welter                      |
| 1948 | Wilier Triestina            |
| 1949 | Wilier Triestina            |
| 1950 | Fréjus                      |
| 1951 | Taurea                      |
| 1952 | Bianchi-Pirelli             |
| 1953 | Ganna                       |
| 1954 | Girardengo                  |
| 1955 | Atala                       |
| 1956 | Atala                       |
| 1957 | Legnano                     |
| 1958 | Carpano                     |
| 1959 | Atala-Pirelli-Lygie         |
| 1960 | Ignis                       |
| 1961 | Faema                       |
| 1962 | Flandria-Faema-Clément      |
| 1963 | Carpano                     |
| 1964 | Saint-Raphaël-Gitane-Dunlop |
| 1965 | Salvarani                   |
| 1966 | Molteni                     |
| 1967 | Kas-Kaskol                  |

| Ano  | Equipa                           |
| ---- | -------------------------------- |
| 1968 | Faema                            |
| 1969 | Faema                            |
| 1970 | Faemino                          |
| 1971 | Molteni                          |
| 1972 | Molteni                          |
| 1973 | Molteni                          |
| 1974 | Kas-Kaskol                       |
| 1975 | Brooklyn                         |
| 1976 | Brooklyn                         |
| 1977 | Flandria                         |
| 1978 | Bianchi-Faema                    |
| 1979 | SCIC                             |
| 1980 | Bianchi-Piaggio                  |
| 1981 | Bianchi-Piaggio                  |
| 1982 | Bianchi-Piaggio                  |
| 1983 | Gemeaz Cusin                     |
| 1984 | Renault-Elf                      |
| 1985 | Alpilatte-Cierre                 |
| 1986 | Supermercati Brianzoli           |
| 1987 | Panasonic-Isostar                |
| 1988 | Carrera Jeans-Vagabond           |
| 1989 | Fagor-MBK                        |
| 1990 | ONZE                             |
| 1991 | Carrera Jeans-Vagabond           |
| 1992 | GB-MG Maglificio                 |
| 1993 | Lampre-Polti                     |
| 1994 | Carrera Jeans-Tassoni            |
| 1995 | Gewiss-Ballan                    |
| 1996 | Carrera Jeans                    |
| 1997 | Kelme Costa Blanca               |
| 1998 | Mapei-Quick Step                 |
| 1999 | Vitalicio Seguros-Grupo Generali |
| 2000 | Mapei-Quick Step                 |
| 2001 | Alessio                          |
| 2002 | Alessio                          |
| 2003 | Lampre                           |
| 2004 | Saeco Macchine per Caffè         |
| 2005 | Liquigas-Bianchi                 |
| 2006 | Phonak                           |
| 2007 | Saunier Duval-Prodir             |
| 2008 | CSF Group-Navigare               |
| 2009 | Astana Pro Team                  |
| 2010 | Liquigas-Doimo                   |
| 2011 | Astana Pro Team                  |
| 2012 | Lampre-ISD                       |
| 2013 | Team Sky                         |
| 2014 | AG2R La Mondiale                 |
| 2015 | Astana Pro Team                  |
| 2016 | Astana Pro Team                  |
| 2017 | Movistar Team                    |
| 2018 | Team Sky                         |
| 2019 | Movistar Team                    |
| 2020 | Ineos Grenadiers                 |
| 2021 | Ineos Grenadiers                 |